# Kutchicetus
Kutchicetus – rodzaj wymarłego prawalenia żyjącego we wczesnym eocenie (około 46–43 miliony lat temu). Do tej pory odkryto i opisano jedynie jeden gatunek tego zwierzęcia, Kutchicetus minimus, którego szczątki odkryto w zachodnioindyjskim stanie Gudżarat.
Szkielet Kutchicetus zachowany jest w pięćdziesięciu procentach, co pozwala na dość wierne odtworzenie wyglądu zwierzęcia. Odkryto osiem fragmentarycznie zachowanych zębów, fragmenty czaszki, kość ramieniową, piszczel, górne partie kości udowej i kości piszczelowej. Na uwagę zasługuje dobry stan kręgów. Kręgosłup Kutchicetus dochował się w lepszym stanie niż kręgosłup jakiegokolwiek innego wczesno- i środkowoeoceńskiego prawalenia. Znaleziono 1 kręg szyjny, 8 piersiowych, 4 lędźwiowe, 4 krzyżowe i 12 ogonowych.
Kutchicetus miał 2,6 metra długości. Cechy takie jak zwężenie pyska, wydłużone przedtrzonowce i odcinek krzyżowy kręgosłupa składający się z 4 kręgów, wskazują, że zwierzę należało do Remingtonocetidae. Jednocześnie jest ponad dwa razy mniejszy od najmniejszego znanego do tej pory przedstawiciela tej rodziny.
Szczątki kręgosłupa świadczą, że zwierzę było zdolne do życia na lądzie, a nie tylko w wodzie. Duża liczba i mocny charakter kręgów ogonowych oraz małe rozmiary kończyn (kość ramieniowa długości 140 mm, kość piszczelowa – 135 mm) wskazują, że ogon odpowiedzialny był głównie za lokomocję w wodzie.